# 살인광선

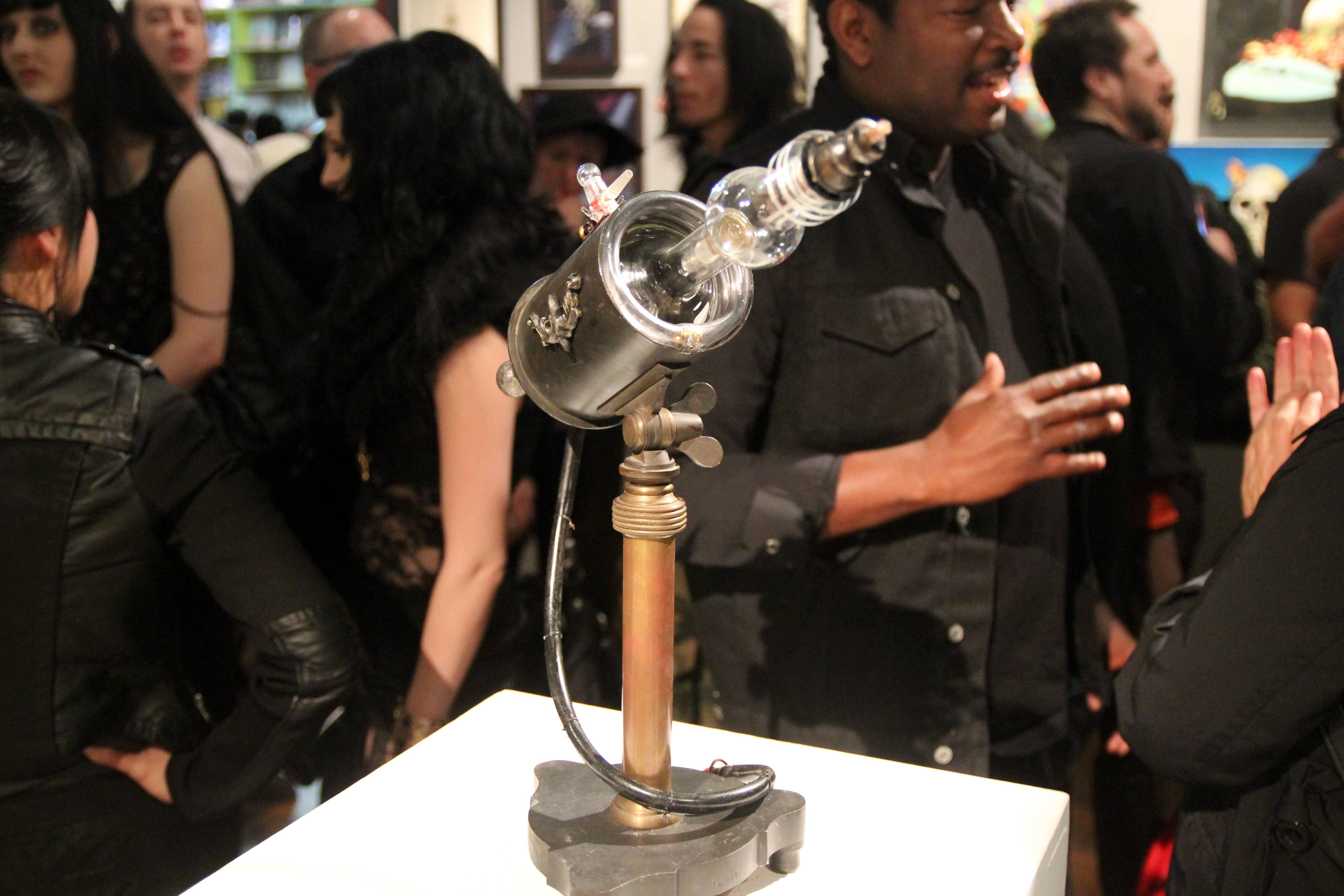

살인광선(death ray)은 입자선 또는 전자기파를 이용해 사람을 죽일 수 있다는 가설상의 무기다. 1920년대에서 1930년대 사이에 굴리엘모 마르코니, 니콜라 테슬라, 해리 그린델 매튜스, 에드윈 스콧 등 여러 사람들이 각자 자신이 살인광선을 발명했다고 주장했다. 이런 주장들 중 실질적으로 무기로 써먹을 만한 물건은 없었지만, 미국 전미발명가평의회는 1957년까지 살인광선을 필수적 군사 발명품 목록에 올려놓고 있었다.
지향성에너지 무기라는 이름으로 여전히 실용화하려는 시도들이 존재하고 있다.